# Rudinei Härter
Rudinei Härter (São Lourenço do Sul, 28 de maio de 1965) é um advogado e político brasileiro filiado ao Partido Democrático Trabalhista (PDT).

## Biografia
Nascido no interior de São Lourenço do Sul, é caçula de uma família de quatro irmãos, é filho do casal de agricultores Pedro Júlio e Alice, é pai de quatro filhos, Jonatã, Jenifer, Jéssica e Julian.
Durante o governo de Beto Grill em São Lourenço do Sul, foi Secretário Municipal de Obras e Secretário Municipal de Desenvolvimento Rural, em 2008 elegeu-se vereador sendo 1º Secretário por um ano, Presidente da Comissão de Constituição e Justiça por três anos e Presidente da Comissão de Orçamento, Finanças e Infraestrutura Urbana e Rural por um ano, em 2016 elegeu-se prefeito e em 2020 foi reeleito.

## Carreira política
Nas eleições municipais de 2000 em São Lourenço do Sul, concorreu ao cargo de vice-prefeito pelo PDT, na chapa encabeçada por Ellemar Wojahn do PT, conseguindo 6.974 votos, ficando em segundo lugar, o prefeito eleito foi Dari Pagel do PPB com 13.395 votos, em terceiro lugar ficou Arita Bergmann do PMDB com 6.673 votos e em quarto e último lugar ficou Carlos Leonardo Wienke do PSDB com 388 votos.
Nas eleições municipais de 2004 em São Lourenço do Sul, concorreu novamente ao cargo de vice-prefeito pelo PDT, na chapa encabeçada por Sérgio Lessa do PMDB, conseguindo 8.835 votos, ficando em segundo lugar, o prefeito eleito foi Zé Nunes do PT com 12.181 votos e em terceiro e último lugar ficou Cléo Uarthe do PP com 7.453 votos.
Nas eleições municipais de 2008 em São Lourenço do Sul, concorreu ao cargo de vereador pelo PDT, sendo eleito com 894 votos.
Nas eleições municipais de 2012 em São Lourenço do Sul, concorreu ao cargo de prefeito pelo PDT, conseguindo 13.460 votos, ficando em segundo e último lugar, o prefeito eleito foi Daniel Raupp do PT com 14.910 votos.
Nas eleições municipais de 2016 em São Lourenço do Sul, concorreu ao cargo de prefeito pelo PDT, sendo eleito com 15.237 votos e em segundo e último lugar ficou Daniel Raupp do PT com 12.605 votos.
Nas eleições municipais de 2020 em São Lourenço do Sul, concorreu pela reeleição ao cargo de prefeito pelo PDT, sendo reeleito com 11.557 votos, em segundo lugar ficou Márcia Lucas do PT com 8.913 votos, em terceiro lugar ficou Tonho Lessa do PMDB com 2.369 votos, em quarto lugar ficou Emilio Lessa do PSDB com 1.562 votos, em quinto lugar ficou Carmem Rosane Roveré do PSB com 1.173 votos e em sexto e último lugar Rozin do PODE com 202 votos.
Como prefeito de São Lourenço do Sul, criou o Conselho Municipal de Segurança Alimentar e Nutricional do Município de São Lourenço do Sul - CONSEAe criou o Conselho Municipal dos Direitos da Mulher - COMDIM.

## Desempenho eleitoral
| Ano  | Eleição                          | Cargo         | Partido | Votos        | Resultado  |
| ---- | -------------------------------- | ------------- | ------- | ------------ | ---------- |
| 2000 | Municipal de São Lourenço do Sul | Vice-prefeito | PDT     | 6.974 votos  | Não eleito |
| 2004 | Municipal de São Lourenço do Sul | Vice-prefeito | PDT     | 8.835 votos  | Não eleito |
| 2008 | Municipal de São Lourenço do Sul | Vereador      | PDT     | 894 votos    | Eleito     |
| 2012 | Municipal de São Lourenço do Sul | Prefeito      | PDT     | 13.460 votos | Não eleito |
| 2016 | Municipal de São Lourenço do Sul | Prefeito      | PDT     | 15.237 votos | Eleito     |
| 2020 | Municipal de São Lourenço do Sul | Prefeito      | PDT     | 11.557 votos | Reeleito   |